# Reyer Venezia 1949-1950
Questa voce raccoglie le informazioni riguardanti la Reyer Venezia nelle competizioni ufficiali della stagione 1949-1950.

## Stagione
La Reyer Venezia disputa il campionato di Serie A  terminando al 7º posto (su 14 squadre).

## Rosa 1949-1950
- Giulio Geroli
- Gigi Marsico
- Rossi
- "Baby" Italo Campanini
- L. "Gino" Campanini
- Luigi Borsoi
- Marsili
- Tonelli
- Forcellini
- Fagarazzi
- Barretta
- Giancarlo Minetto
- Guido Garlato[1][2]

Allenatore: